# Kecskemét
Kecskemét (niem. Ketschkement) – miasto w centralnej części Węgier, położone na Wielkiej Nizinie Węgierskiej między Budapesztem a Segedynem. Stolica komitatu Bács-Kiskun. Jego nazwa pochodzi od słowa kecske oznaczającego „kozę” i met oznaczającego „dzielnicę”.
Miasto liczy 113,3 tys. mieszkańców (2011 r.) i jest pod tym względem 8. miastem Węgier. Pomimo suchego klimatu kontynentalnego, miasto jest stolicą regionu rolniczego, znanego z sadownictwa oraz produkcji owocowej wódki pálinka.

## Historia
Pierwsze ślady osadnictwa człowieka na terenach okolic Kecskemétu pochodzą sprzed 5000 lat. W czasie pierwszej inwazji mongolskiej w 1241 r. miasto zostało zniszczone, wkrótce zostało jednak odbudowane. W średniowieczu Kecskemét rozwijał się głównie jako ośrodek handlowy, prawa miejskie uzyskał w roku 1368. W 1950 r. miasto zostało stolicą regionu Bács-Kiskun.

## Przemysł
18 czerwca 2008 niemiecki koncern Daimler AG ogłosił, iż kosztem 800 milionów euro zamierza wybudować w Kecskemécie fabrykę samochodów marki Mercedes-Benz, która będzie zatrudniać około 2500 pracowników. Fabryka została otwarta w marcu 2012. Zdaniem Ferenca Gyurcsánya, premiera Węgier, była to największa pojedyncza inwestycja w historii Węgier.

## Atrakcje turystyczne
- Kossuth Tér – główny plac miejski, znajduje się przy nim Ratusz miejski, Kościół Franciszkański, Kościół Kalwiński i Kościół Wielki (katolicki).
- Ratusz Miejski (Városhaza) – Secesyjny budynek, wybudowany w latach 1893–1897 według planu architektów Ödöna Lechnera i Gyula Pártos. Jest jednym z najbardziej znanych budynków w mieście. Nad wejściem do gmachu wiszą dzwony różnej wielkości, które od 1983 roku o pełnych godzinach wygrywają melodie.
- Kościół Franciszkański (tak zwany Stary Kościół) z XIV wieku – początkowo zbudowany w stylu romańskim, po kilku rekonstrukcjach nabrał stylu barokowego. Do 1564 r. służył zarówno katolikom, jak i protestantom.
- Kościół Kalwiński – był jedynym murowanym kościołem zbudowanym podczas okupacji tureckiej (w latach 1680–1683).
- Kolegia Kalwińskie – Stare kolegium pochodzi z 1830 roku, nowe wybudowano w 1911 roku.
- Wielki Kościół – zbudowany w latach 1774–1806 w stylu późnego baroku. Dzwonnica ma 74 m. Na fasadzie kościoła znajdują się płaskorzeźby przedstawiające miejscowych bohaterów wojny o niepodległość.
- Teatr Józsefa Katona – wybudowany w stylu eklektycznym w 1896 r. Przed teatrem znajduje się zbudowana w 1742 roku kolumna upamiętniająca wielką epidemię dżumy.
- Instytut pedagogiki muzycznej Zoltána Kodálya – sale wystawowe pokazują historię jego życia.
- Cifra palota – zdobiony pałac zbudowany w stylu Art Nouveau. Mieści się w nim miejska galeria sztuki.
- Synagoga – zbudowana w latach 1861–1864 według planów Jana Zitterbartha. Na jej szczycie znajduje się cebulasta kopuła, która zastąpiła oryginalną wielokątną, zniszczoną w czasie trzęsienia ziemi w 1911 roku. W latach 70. synagoga zamieniona została w centrum wystawowo-konferencyjne.

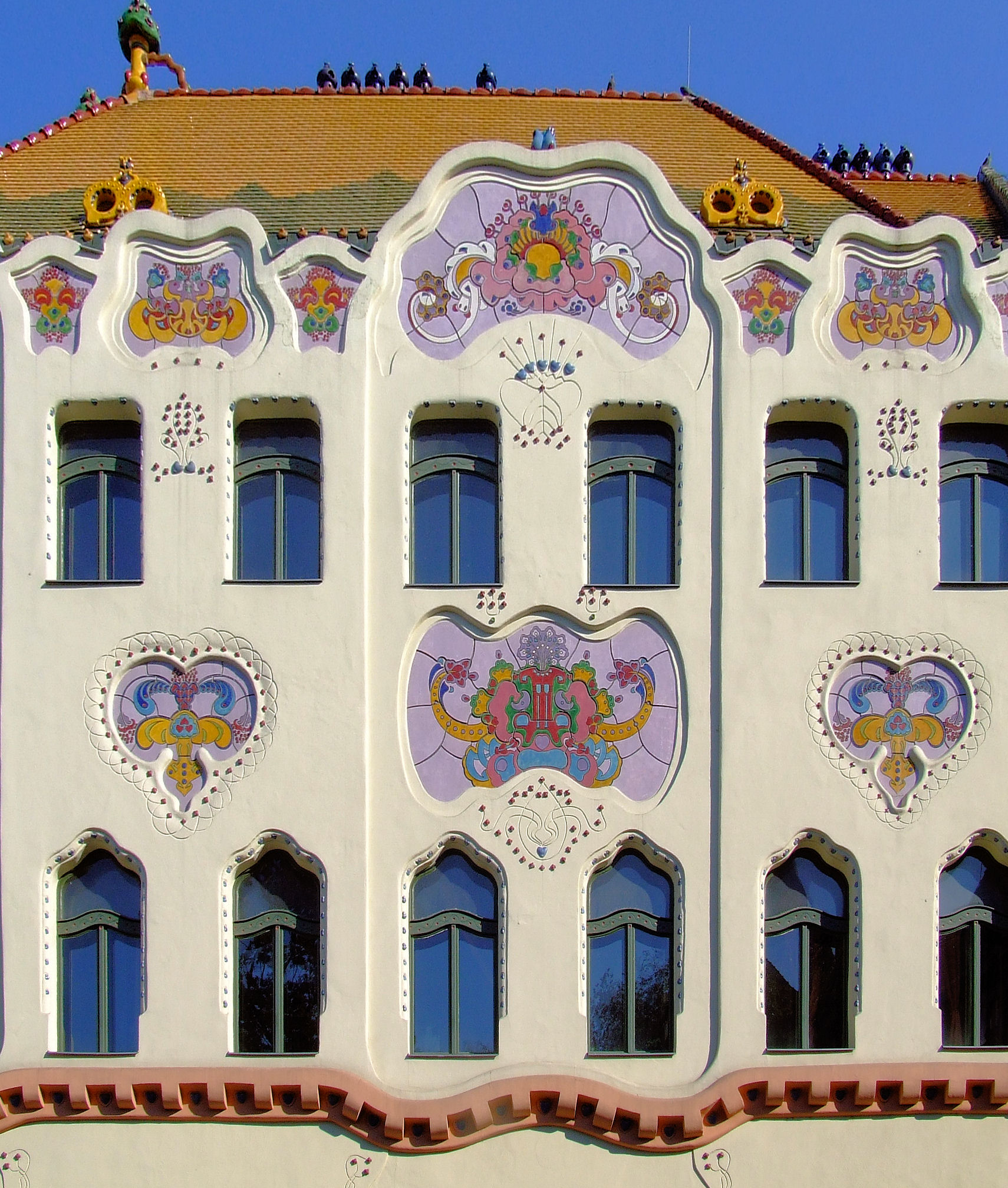
Cifra Palota
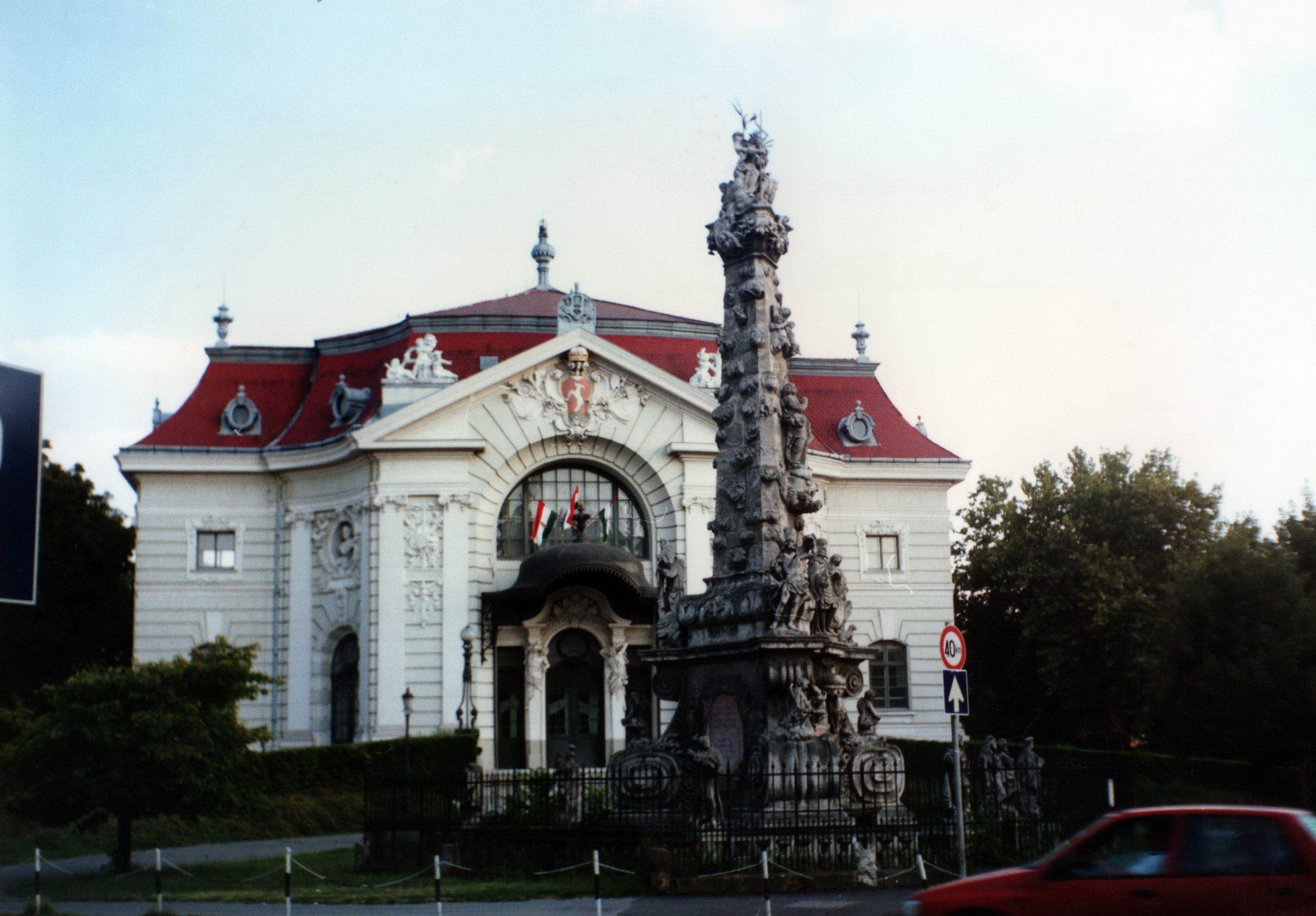
Teatr Józsefa Katona
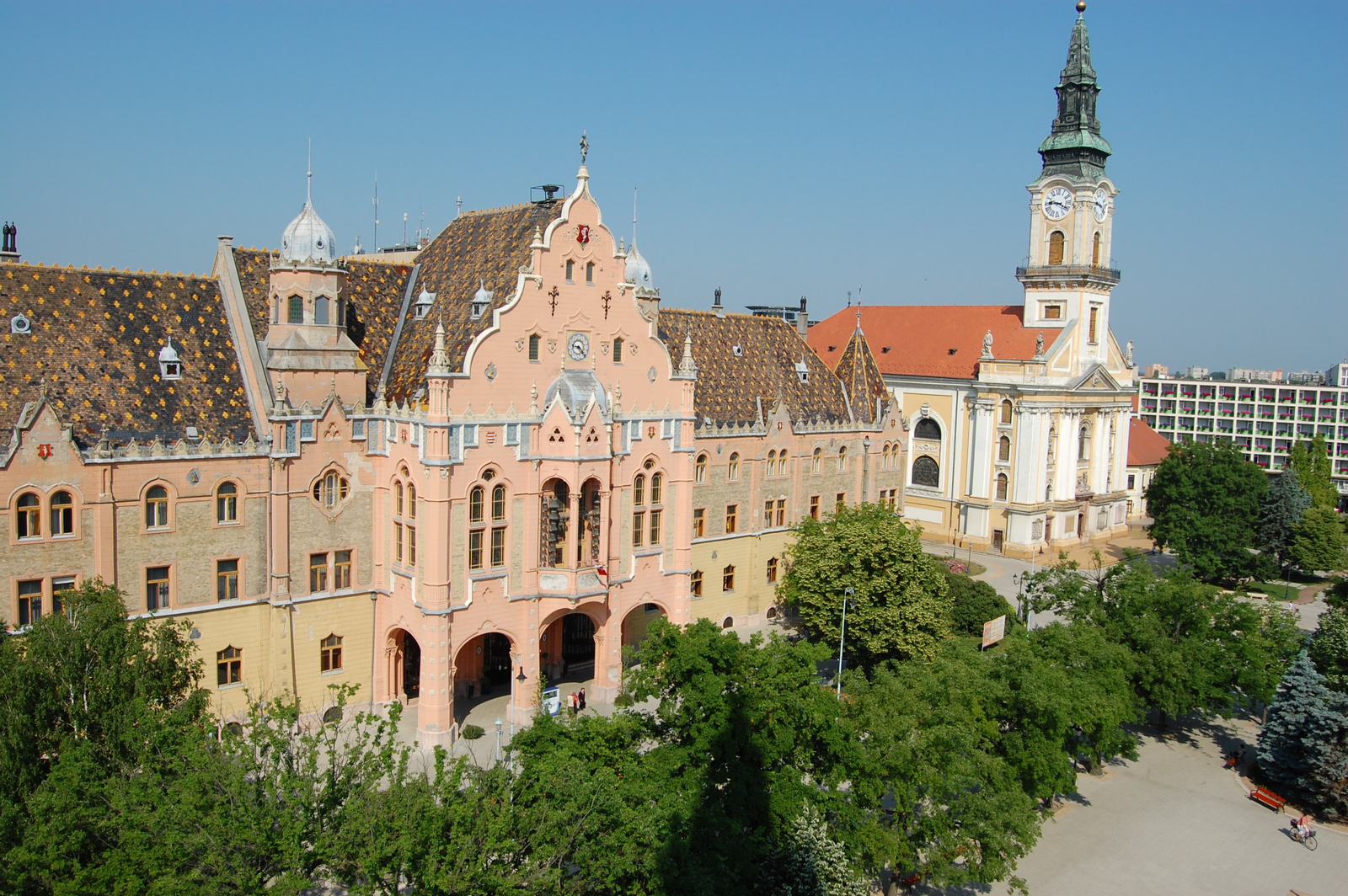
Ratusz miejski i Wielki kościół
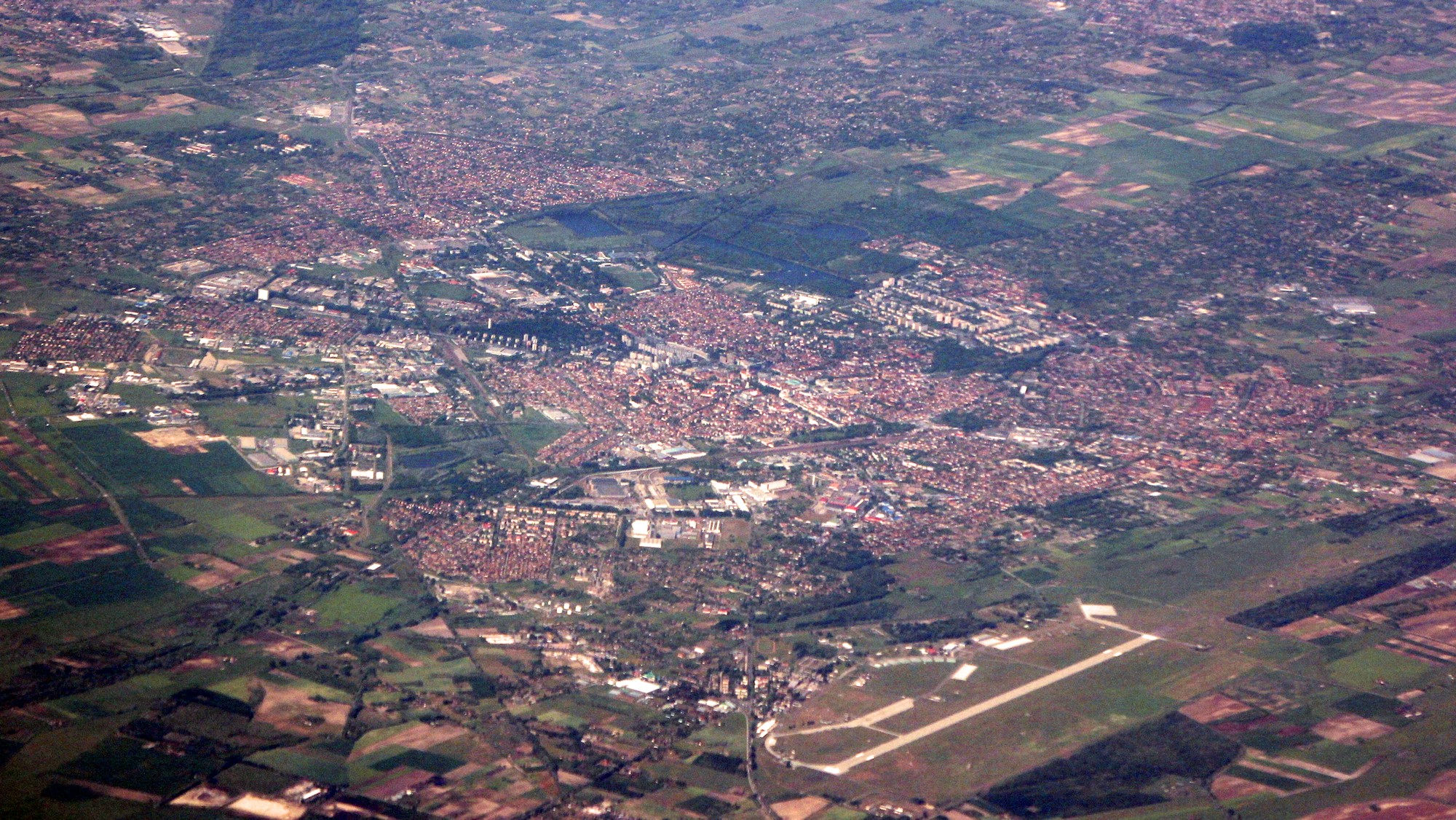
Widok z lotu ptaka z bazą lotniczą

## Miasta partnerskie
- Aomori
- Arcueil
- Berehowo
- Coventry
- Dornbirn
- Galanta
- Großenhain
- Hyvinkää
- Lidköping
- Naharijja
- Rüsselsheim am Main
- Symferopol
- Târgu Mureș
- Tekirdağ
- Viborg
- Wadowice